# Andreas Schwarcz
Andreas Schwarcz (* 11. April 1952 in Lienz) ist ein österreichischer Historiker. Er ist außerordentlicher Universitätsprofessor für mittelalterliche Geschichte am Institut für Geschichte der Universität Wien.

## Ausbildung
Andreas Schwarcz wurde als Sohn von Nikolaus und Irene Schwarcz in Lienz geboren. Seine Familie übersiedelte 1955 nach Wien, wo er zwischen 1958 und 1962 die Volksschule Molitorgasse in Wien-Simmering besuchte. Er wechselte 1962 an das Realgymnasium Wien 11 in der Gottschalkgasse und legte dort am 19. Mai 1970 die Matura mit Auszeichnung ab. Nach seinem Schulabschluss leistete Schwarcz zwischen September 1970 und Juni 1971 den Präsenzdienst im österreichischen Bundesheer bei der 1/FlAA1 in Großenzersdorf ab. Er begann in der Folge im Oktober 1971 ein Studium der Wirtschafts- und Planungsmathematik an der Technischen Universität Wien und wechselte im Oktober 1973 auf ein Doktoratsstudium der Geschichte, Alten Geschichte und Anglistik sowie Lehramtsstudium von Geschichte und Anglistik an der Universität Wien, das er im Juni 1984 mit der Promotion bei Herwig Wolfram zum Doctor philosophiae mit einer Dissertation über „Reichsangehörige Personen gotischer Herkunft. Prosopographische Studien“ abschloss. Gleichzeitig nahm er zwischen 1980 und 1983 am Ausbildungskurs des Instituts für österreichische Geschichtsforschung teil, den er im Juni 1983 abschloss.

## Wissenschaftliche Karriere
Schwarcz war zwischen September 1977 und Juni 1979 zunächst als Sondervertragslehrer für Englisch mit voller Lehrverpflichtung an der Bundeshandelsschule Wien 10 Pernersdorfergasse beschäftigt und erhielt im Dezember 1980 eine Anstellung als Studienassistent am Institut für österreichische Geschichtsforschung, wo er bis November 1981 zunächst im halben und danach im vollen Beschäftigungsausmaß arbeitete. Im Juli 1984 stieg er zum Universitätsassistenten am Institut für österreichische Geschichtsforschung auf, wobei er dort in dieser Funktion bis Mai 1997 arbeitete. Er wurde 1990 in dieser Stellung provisorisch pragmatisiert und mit September 1995 zum Assistenzprofessor ernannt. Er habilitierte sich im Mai 1997 für Mittelalterliche Geschichte und Historische Hilfswissenschaften und wurde zum Universitätsdozenten ernannt. Im Oktober 1997 folgte seine Ernennung zum außerordentlichen Universitätsprofessor.
Schwarcz war von 1990 bis 1990 Vorsitzender der Studienkommission Geschichte der Geisteswissenschaftlichen Fakultät der Universität Wien, von 1998 bis 2003 stellvertretender Vorsitzender des Fakultätskollegiums der Geisteswissenschaftlichen Fakultät der Universität Wien und von 2002 bis 2009 Stellvertreter des Direktors des Instituts für österreichische Geschichtsforschung. Er war zudem von 2002 bis 2003 Mitglied des  Gründungskonvents der Universität Wien und 2004 Visiting Professor an der Georgetown University in Washington D.C. Des Weiteren wirkte er zwischen 2006 und 2010 als Studienprogrammleiter Geschichte (SPL 7) der Universität Wien, war von 2009 bis 2010 Geschäftsführender Direktor des Instituts für österreichische Geschichtsforschung und wirkte von 2009 bis 2012 als Vizestudienprogrammleiter Historisch-Kulturwissenschaftliches Doktoratsstudium der Universität Wien. Er ist seit 2011 Mitglied der Lenkungsgruppe des Instituts für österreichische Geschichtsforschung und seit 2012 Vorstand des Instituts für Geschichte der Universität Wien.
Die Forschungsschwerpunkte von Schwarcz liegen in den Bereichen Geschichte der Spätantike und des Mittelalters sowie in den Historischen Hilfswissenschaften, insbesondere der Chronologie. Er ist seit 2002 gewähltes Mitglied der Leibniz-Sozietät der Wissenschaften zu Berlin.

## Privates
Schwarcz ist seit 1988 mit der Universitätsprofessorin Iskra Schwarcz verheiratet und wurde 1990 Vater eines Sohnes.